# Gruźliczak

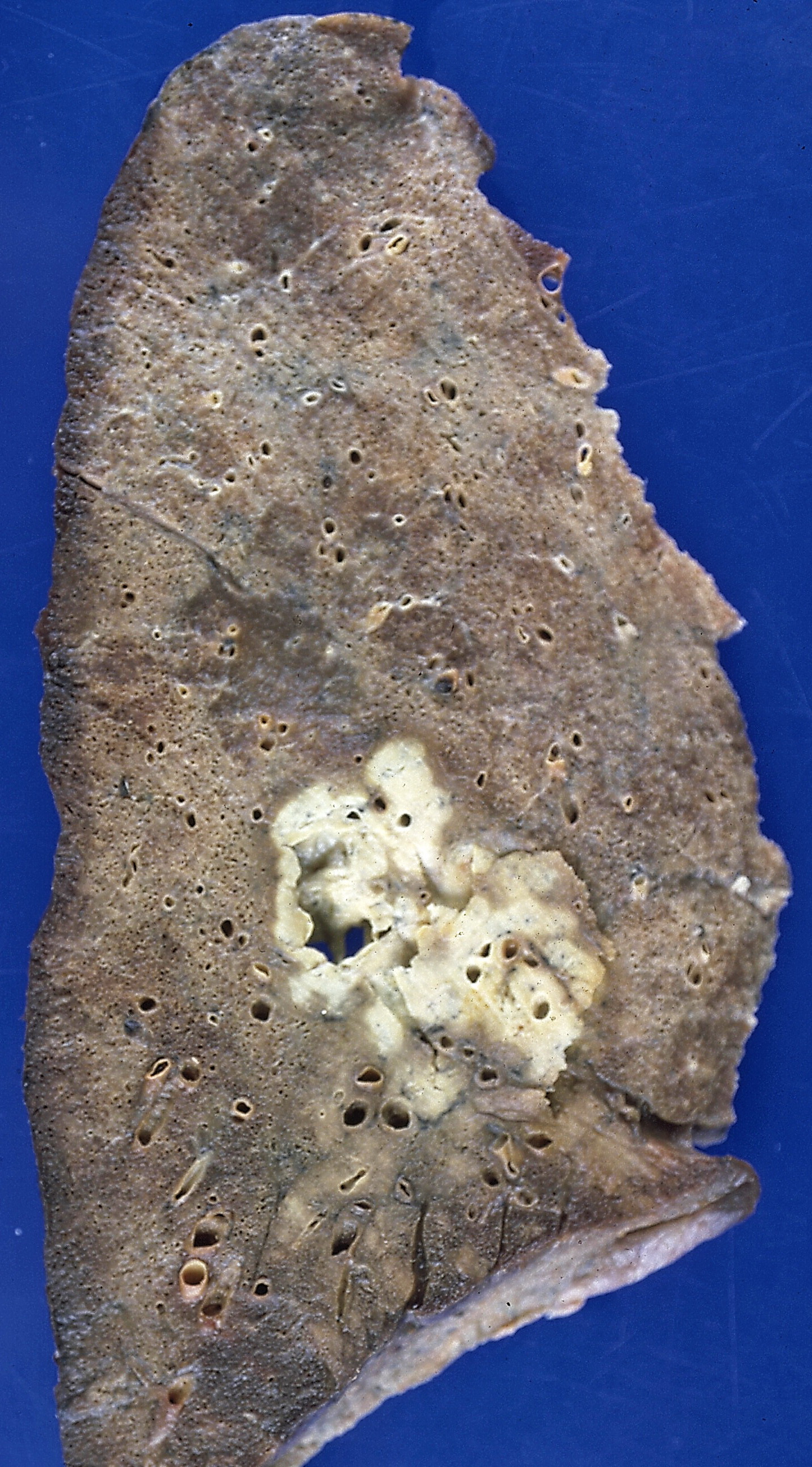
Gruźliczak (biała część)

Gruźliczak (łac. tuberculoma) – twór guzowaty o średnicy do kilku centymetrów, zlokalizowany najczęściej w górnym płacie płuca, występujący najczęściej pojedynczo. Ma budowę warstwową, cebulastą i jest wynikiem procesu gruźliczego. Wraz z gruźlicą jamistą, gruźlicą prosówkową, gruźliczym serowatym zapaleniem płuc oraz gruźlicą guzkowozrazikową jest zaliczany do wtórnej gruźlicy płuc.
Rzadką, ale niezwykle groźną lokalizacją dla gruźliczaka jest ośrodkowy układ nerwowy. Najczęściej występuje u dzieci od 4 miesiąca życia do 4 lat oraz u dorosłych z obniżoną odpornością.  Na zachorowanie najbardziej narażone są dzieci nieszczepione BCG po urodzeniu. Dzieci, które otrzymały szczepienie mogą ulec zakażeniu, jeżeli mają bezpośredni kontakt z osobą silnie prątkującą. Z ogniska pierwotnego zlokalizowanego poza ośrodkowym układem nerwowym drogą krwiopochodną prątki Kocha przedostają się do mózgu i wtórnie do opon mózgowo-rdzeniowych. Występuje często w krajach rozwijających się, w których brak jest dostępu do nowoczesnych metod obrazowania – rezonansu magnetycznego, tomografii komputerowej.

## Diagnostyka
Rezonans magnetyczny, tomografia komputerowa
Badanie histopatologiczne - widoczne cechy martwicy serowaciejącej gruźliczaka
Test Quantiferon-TB - wynik pozytywny świadczy o gruźlicy
Badanie płynu mózgowo-rdzeniowego - prawidłowy lub tylko zwiększa się w nim nieznacznie stężenie białka, pleocytoza i małe stężenie cukru nie występują
Analiza epidemiologiczna - potwierdzenie kontaktu z osobą chorującą

## Obraz kliniczny
Obraz kliniczny zależy od wielkości gruźliczaków i nacisku, jaki wywierają na sąsiednie struktury. Czasami pierwsze objawy ujawniają się dopiero wtedy, gdy gruźliczak jest już bardzo duży. Gruźliczaki tak jak inne guzy wywołują objawy ciasnoty wewnątrzczaszkowej. 
Do najczęstszych objawów należą:
- zaburzenia świadomości, objawy ogniskowe i drgawki
- ból głowy
- wymioty
- senność
- obrzęk tarczy nerwu wzrokowego (ze względu na wzrost ciśnienia śródczaszkowego)
- niedowład połowiczy

## Różnicowanie
- cysticerkoza mózgu
- przerzuty nowotworu
- toksoplazmoza
- ropnie mózgu (np. wywołane przez Streptococcus pyogenes)

## Morfologia
Część centralną gruźliczaka stanowią serowate masy martwicze, czasami częściowo uwapnione, otoczone szkliwiejącą tkanką włóknistą i przewlekłym naciekiem zapalnym, niekiedy z ziarniną o charakterze swoistym. Rozmiar waha się od 1 mm do 8 cm. Tworzy się w różnych strukturach mózgowia. Powstaje z tych gruzełków wewnątrzczaszkowych, które powiększyły się, ale nie pękły do przestrzeni podpajęczynówkowej. Zdarza się, że dochodzi do rozpadu wewnątrz gruźliczaka i powstaje ropień mózgu.